# Sermaize-les-Bains
Sermaize-les-Bains est une commune française, située dans le département de la Marne en région Grand Est.

## Géographie

### Localisation
Sermaize-les-Bains se trouve au sud-est du département de la Marne, en région Grand Est, à la frontière avec le département de la Meuse. La commune appartient à la région agricole du Perthois.
La commune de Sermaize-les-Bains s'étend sur une superficie de 1 769 hectares. Sur son territoire, l'altitude varie de 119 à 192 mètres. La ville est arrosée par la Saulx au nord et par son affluent, la Laume, à l'est. Parallèlement à la Saulx, s'écoule le canal de la Marne au Rhin. Le sud de la commune est en grande partie boisé et est plus élevé que le reste du territoire (entre 150 et 192 mètres).
La ville est traversée d'ouest en est par la route départementale 995 (ancienne route nationale 395 reliant Vitry-le-François à Revigny-sur-Ornain). Par route, Sermaize-les-Bains se situe à 57 km de Châlons-en-Champagne, préfecture de la Marne, à 22 km de Bar-le-Duc, préfecture de la Meuse, à 27 km de Vitry-le-François, sa sous-préfecture de rattachement, et à 20 km de Saint-Dizier, principale ville de la Haute-Marne. Sermaize-les-Bains fait en outre partie du bassin de vie de Revigny-sur-Ornain, commune de la Meuse distante de 25 km par la route.
Sermaize-les-Bains est limitrophe de 8 communes :
| Alliancelles Heiltz-le-Maurupt | Remennecourt       | Contrisson |
| Pargny-sur-Saulx               | Sermaize-les-Bains | Andernay   |
|                                | Cheminon           | Mognéville |

### Hydrographie

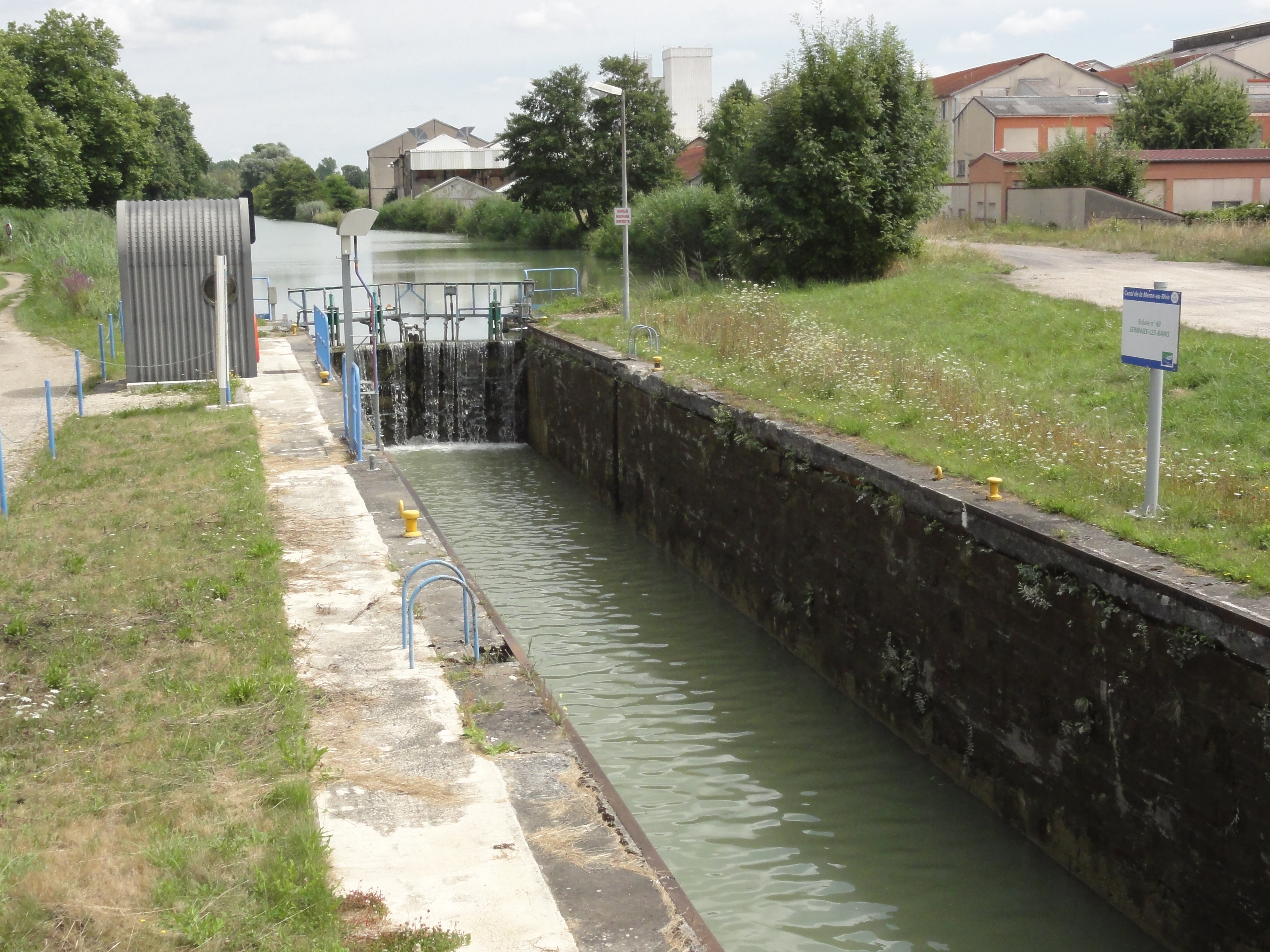
Le canal de la Marne au Rhin, à l'écluse de Sermaize-les-Bains.

La commune est dans la région hydrographique « la Seine de sa source au confluent de l'Oise (exclu) » au sein du bassin Seine-Normandie. Elle est drainée par la Saulx, le canal de la Marne au Rhin, la Laume, le ruisseau de l'Étang Briquet, la rigole de Prise d'Eau des Fontaines, le canal 01 des Onchis, le Fossé 01 de la Boutonne, le Fossé 01 de la commune d'Andernay, le Fossé 01 à 04 de la commune de Sermaize-les-Bains, le Fossé 01 de la Pièce Jacquier, le Fossé 01 des Terres Blanches, le Fossé 01 du Prieuré, le ruisseau des Etanchettes, le ruisseau du Pont à la Dame, divers bras de la Saulx et divers autres petits cours d'eau,.
La Saulx, d'une longueur de 115 km, prend sa source dans la commune de Germay et se jette dans la Marne à Vitry-le-François, après avoir traversé 39 communes. 
Le canal de la Marne au Rhin, long de 293 km et 178 écluses à l'origine, relie la Marne (à Vitry-le-François) au Rhin (à Strasbourg). Par le canal latéral à la Marne, il est connecté au réseau navigable de la Seine vers l'Île-de-France et la Normandie. 

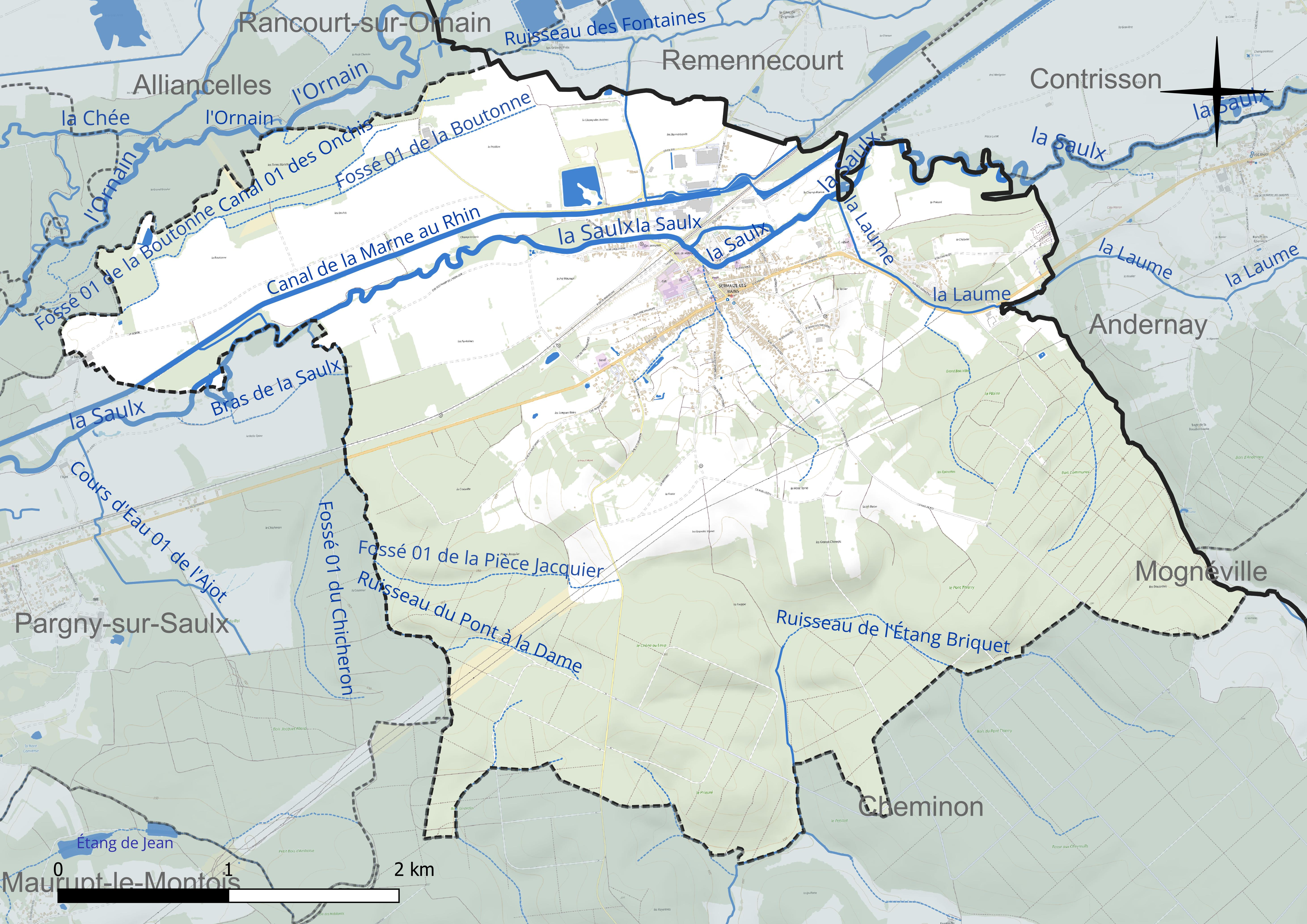
Réseau hydrographique de Sermaize-les-Bains.

### Climat
Pour des articles plus généraux, voir Climat du Grand Est et Climat de la Marne.
En 2010, le climat de la commune est de type climat des marges montargnardes, selon une étude du Centre national de la recherche scientifique s'appuyant sur une série de données couvrant la période 1971-2000. En 2020, Météo-France publie une typologie des climats de la France métropolitaine dans laquelle la commune est exposée à un climat océanique altéré et est dans la région climatique  Lorraine, plateau de Langres, Morvan, caractérisée par un hiver rude (1,5 °C), des vents modérés et des brouillards fréquents en automne et hiver. 
Pour la période 1971-2000, la température annuelle moyenne est de 10,1 °C, avec une amplitude thermique annuelle de 15,5 °C. Le cumul annuel moyen de précipitations est de 904 mm, avec 13,2 jours de précipitations en janvier et 9 jours en juillet. Pour la période 1991-2020, la température moyenne annuelle observée sur la station météorologique de Météo-France la plus proche, « Vassincourt », sur la commune de Vassincourt à 9 km à vol d'oiseau, est de 11,4 °C et le cumul annuel moyen de précipitations est de 871,0 mm. 
La température maximale relevée sur cette station est de 41,7 °C, atteinte le 24 juillet 2019 ; la température minimale est de −17,4 °C, atteinte le 20 décembre 2009,,. 
Les paramètres climatiques de la commune ont été estimés pour le milieu du siècle (2041-2070) selon différents scénarios d'émission de gaz à effet de serre à partir des nouvelles projections climatiques de référence DRIAS-2020. Ils sont consultables sur un site dédié publié par Météo-France en novembre 2022.

## Urbanisme

### Typologie
Au 1er janvier 2024, Sermaize-les-Bains est catégorisée bourg rural, selon la nouvelle grille communale de densité à sept niveaux définie par l'Insee en 2022.
Elle est située hors unité urbaine et hors attraction des villes,.

### Occupation des sols
L'occupation des sols de la commune, telle qu'elle ressort de la base de données européenne d’occupation biophysique des sols Corine Land Cover (CLC), est marquée par l'importance des forêts et milieux semi-naturels (52,1 % en 2018), en diminution par rapport à 1990 (55,5 %). La répartition détaillée en 2018 est la suivante : 
forêts (50,6 %), terres arables (19,8 %), zones agricoles hétérogènes (10,7 %), prairies (9,1 %), zones urbanisées (6,6 %), zones industrielles ou commerciales et réseaux de communication (1,7 %), milieux à végétation arbustive et/ou herbacée (1,5 %). L'évolution de l’occupation des sols de la commune et de ses infrastructures peut être observée sur les différentes représentations cartographiques du territoire : la carte de Cassini (XVIIIe siècle), la carte d'état-major (1820-1866) et les cartes ou photos aériennes de l'IGN pour la période actuelle (1950 à aujourd'hui).

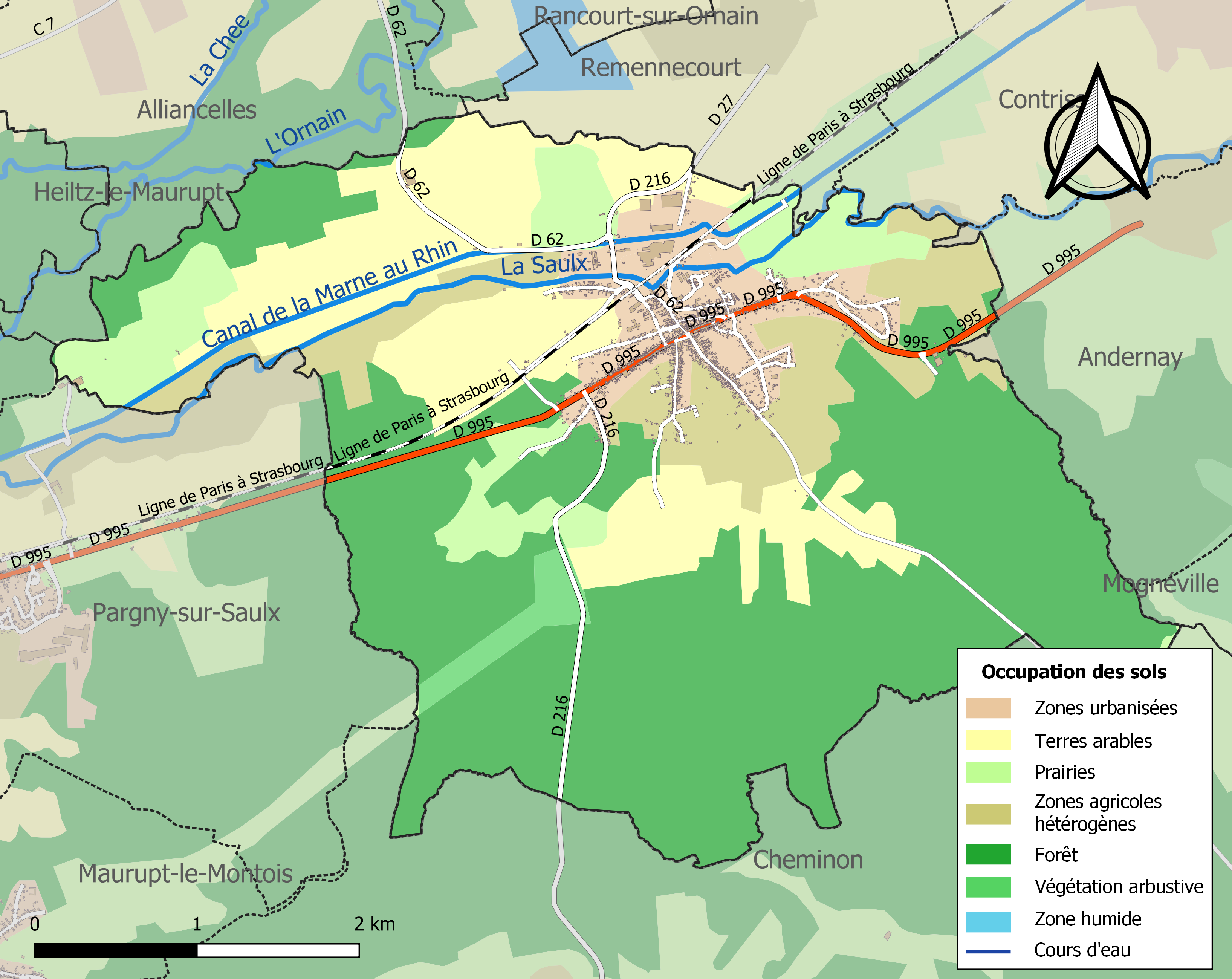
Carte des infrastructures et de l'occupation des sols de la commune en 2018 (CLC).

## Toponymie
Le nom de la localité est attesté sous les formes Sermasia (1093) ; Sarmasia (1094) ; Sarmaise (1187) ; Sarmaysia (vers 1252) ; Salmasia (1265) ; Sarmaisse (1298) ; Sarmaisia (1346) ; Sermoise (1508) ; L'eglise Nostre-Dame de Sermaizes, dict du boys de Lhuire (1515) ; Sermaizes (1547) ; Cermoise (1683) ; Cermaize (1730) ; Sermaise-sur-Saulx (1845).

Les premières attestations du toponyme Sermasia et Sarmasia n'apparaissent réellement qu'en 1093, lors de la construction de l'église. D'après des historiens, dont Lucien Musset, la commune se serait nommée Sarmatia en raison de la présence d'auxiliaires sarmates de l'armée romaine au Bas Empire. Les recherches archéologiques n'en révèlent toutefois aucune trace jusqu'à ce jour.
Saulx, nom de la rivière qui traverse la commune, est ajouté en 1845 et Sermaize devient Sermaize-sur-Saulx. Les décrets du 19 novembre 1896 et du 13 mars 1897 modifient la dénomination de la commune en raison de l'essor de son établissement thermal. Sermaize-sur-Saulx devient Sermaize-les-Bains.

## Histoire

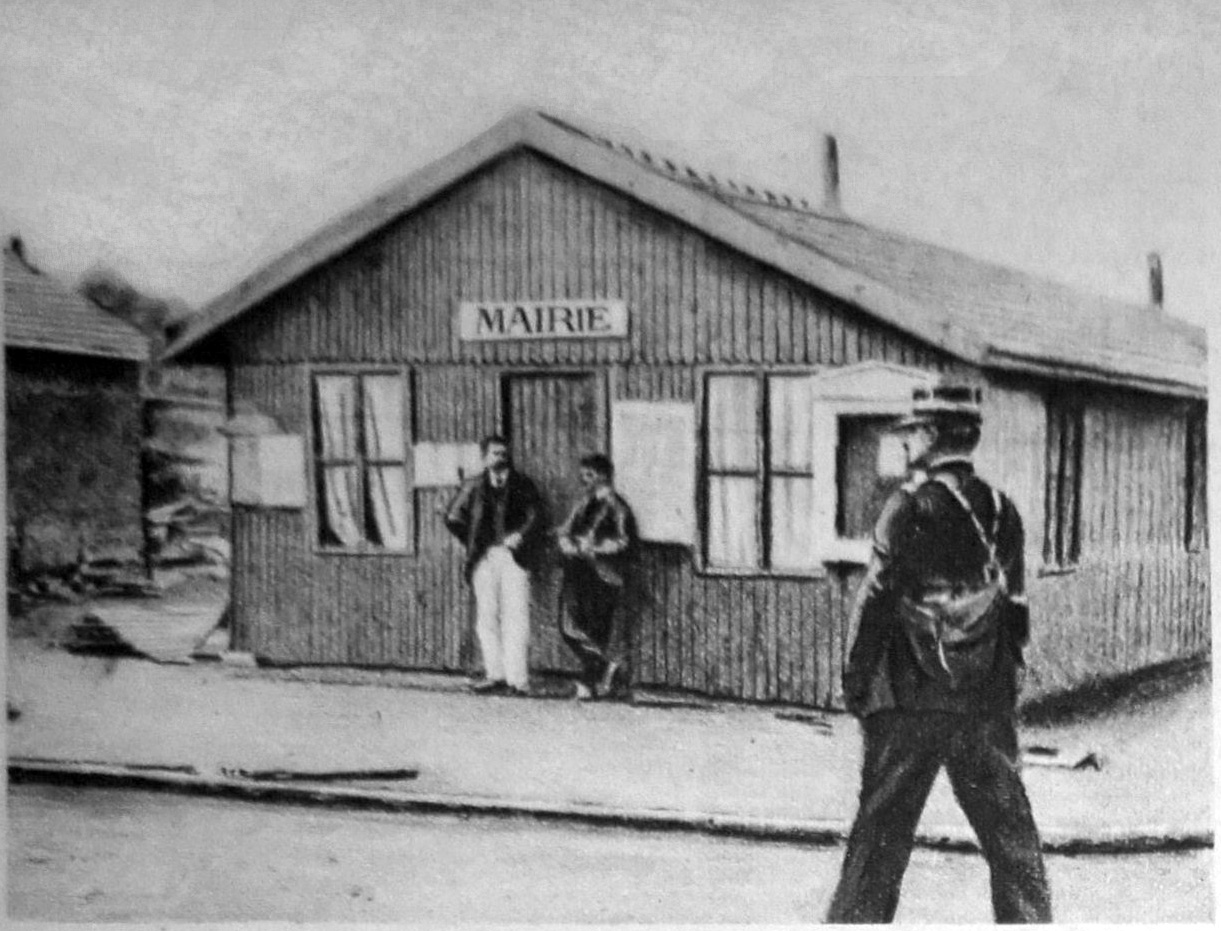
La mairie provisoire pendant la Première Guerre mondiale, publication dans Le Miroir.

Sermaize-les-Bains est le témoin des affrontements qui ont opposé Napoléon à Blücher et du passage des Prussiens en 1870, victime des combats de 1914-1918, Sermaize-les-Bains a voulu rappeler ces années tragiques en prenant le Phénix pour emblème.
Il s'agit aussi du lieu de mariage des parents de Jeanne d'Arc.
Au cours de la Première Guerre mondiale, toute la ville est détruite lors du bombardement du 6 septembre 1914 sauf la fontaine située devant l'hôtel de ville ainsi que la gare.

Ruines de Sermaize-les-Bains en 1915 (par Raoûl Berthelé, Archives municipales de Toulouse)
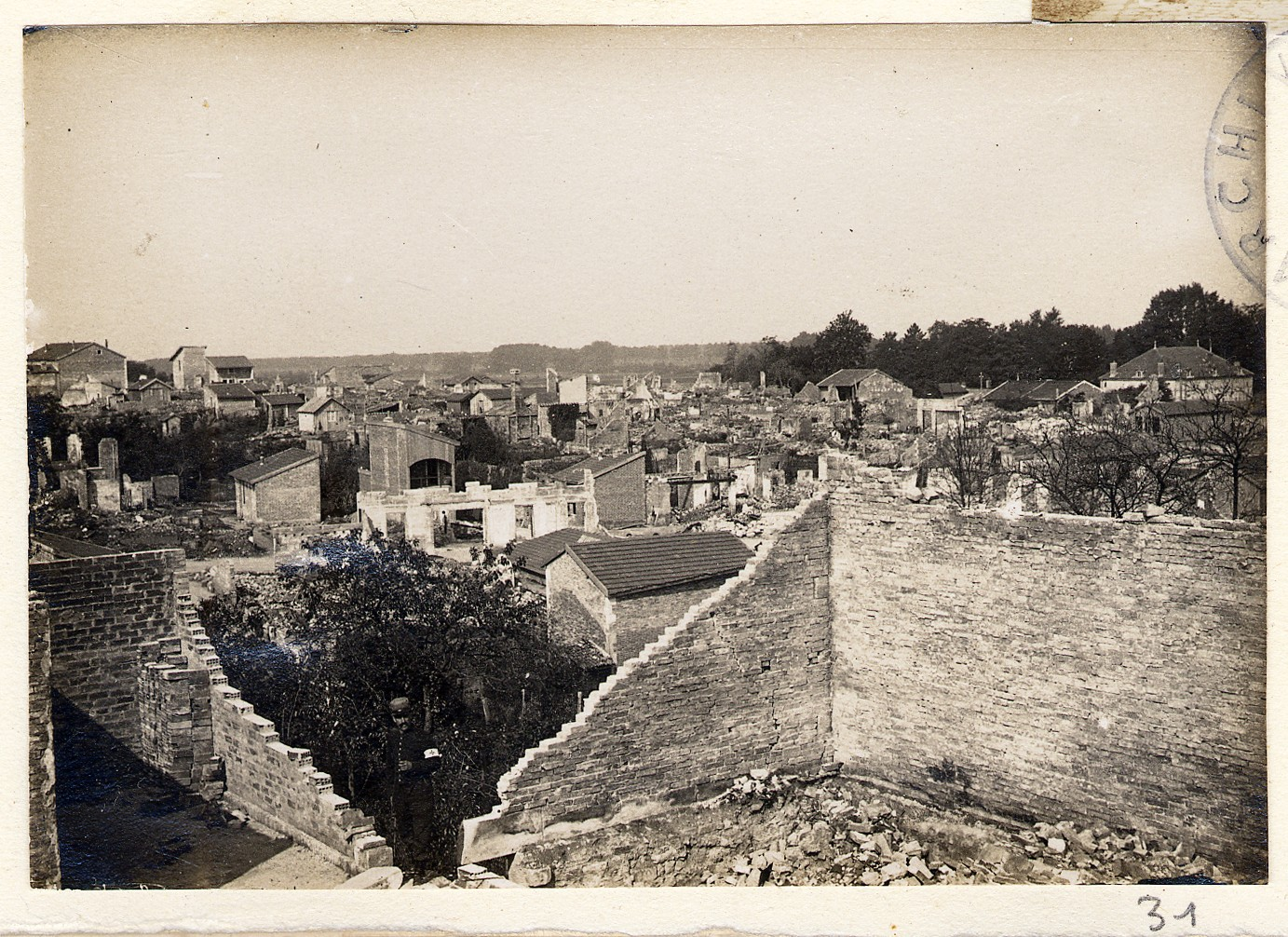
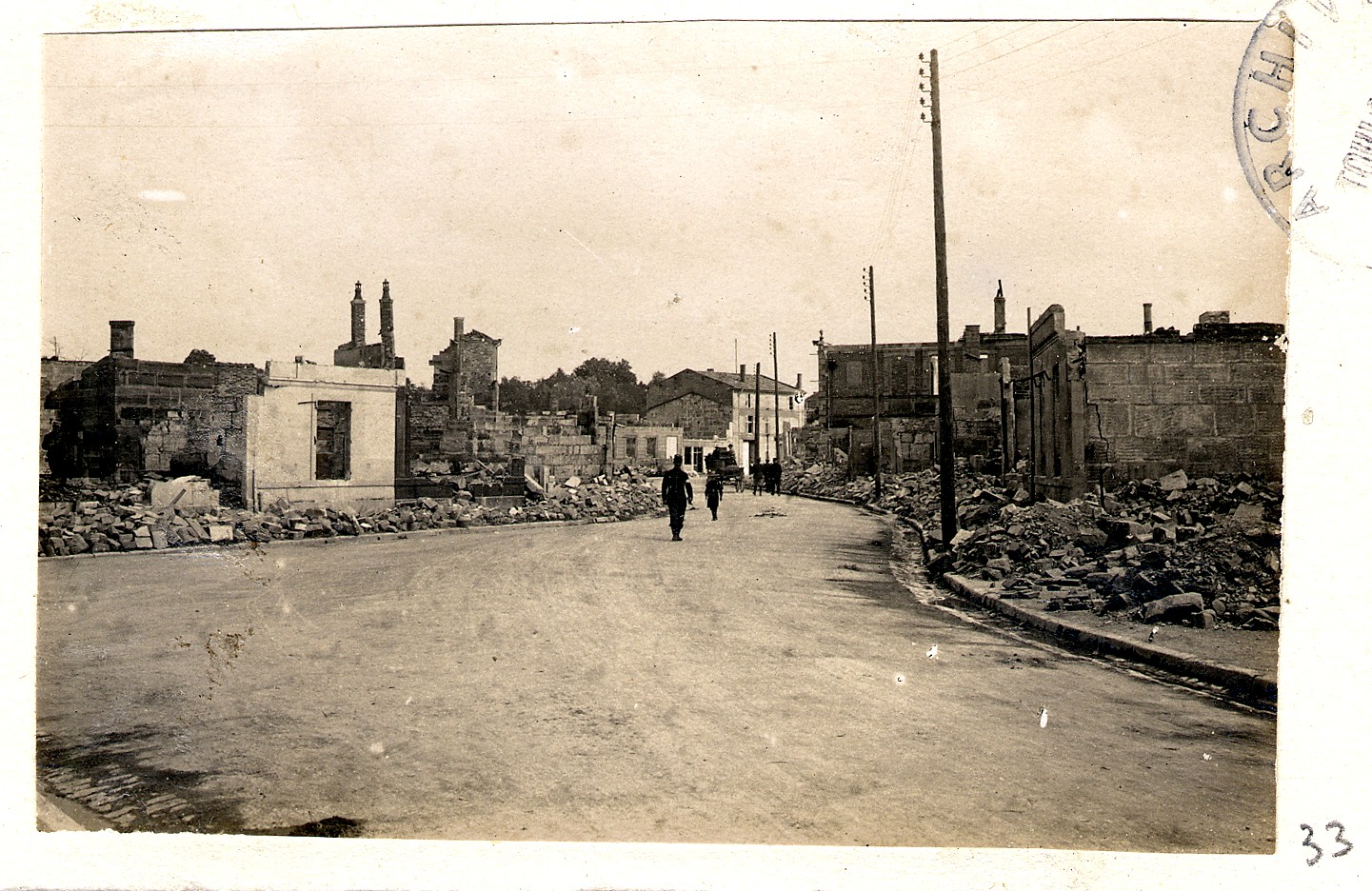
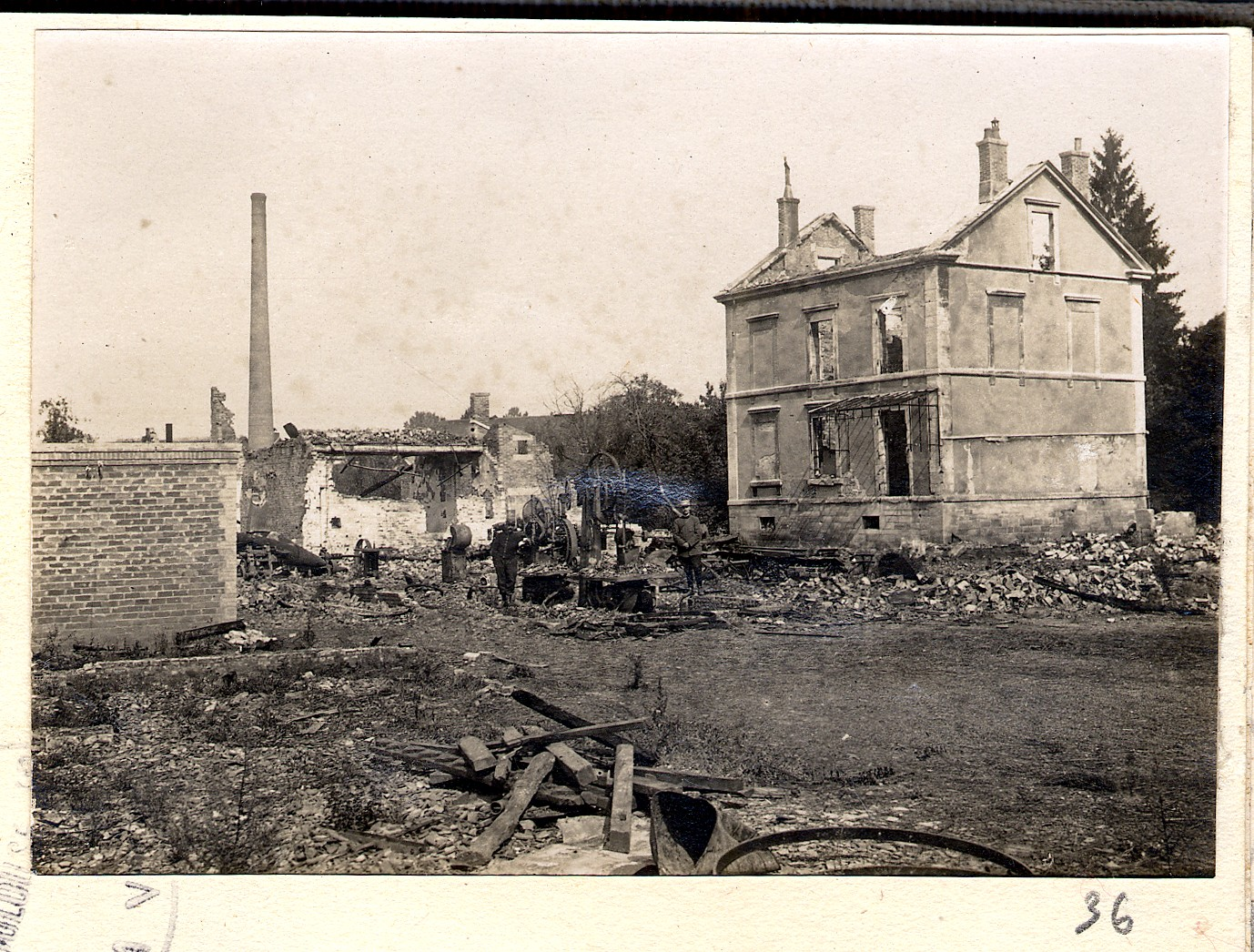
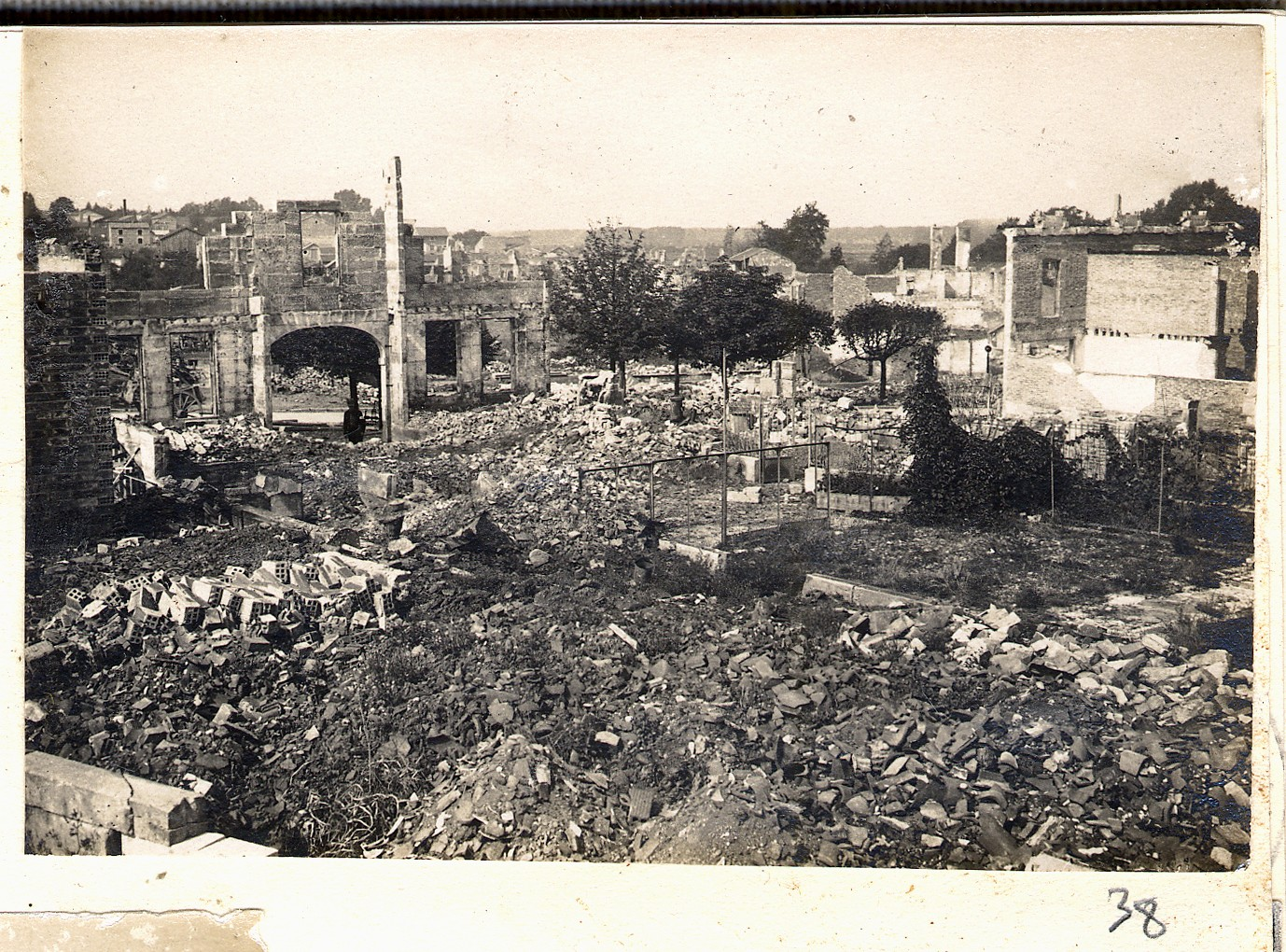

À l'orée de la Libération du territoire français, le 29 août 1944, des soldats allemands entrent dans le hameau, visent des passants et en tuent une petite dizaine. Depuis un monument aux morts érigé à leur mémoire orne le village.

## Politique et administration

### Liste des maires
En 1793, la commune devient le chef-lieu du canton de Sermaize. Elle rejoint ensuite le canton de Thiéblemont et l'arrondissement de Vitry-le-François en 1801.

## Équipements et services publics

### Eau et déchets
Le service public des déchets est assuré par le Syndicat mixte du Sud-Est Marnais (SYMSEM), qui a mis en place une redevance incitative. La collecte des ordures ménagères résiduelles (en bacs noirs pucés ou en sacs rouges prépayés) et des emballages ménagers recyclables (en sacs jaunes) est réalisée en porte à porte. Le SYMSEM adhérant au syndicat de valorisation des ordures ménagères de la Marne (SYVALOM), ces déchets sont amenés en centre de transfert à Sainte-Menehould ou Vitry-en-Perthois, puis valorisés sur le site de La Veuve. La collecte du verre se fait en apport volontaire, avant transformation dans une usine de Reims. Pour les déchets volumineux ou dangereux, le SYMSEM met à disposition de ses habitants une plateforme de déchets verts et gravats, à Saint-Amand-sur-Fion, ainsi que 12 déchèteries, à Arrigny, Courtisols, Givry-en-Argonne, Mairy-sur-Marne, Pargny-sur-Saulx, Pogny, Sainte-Menehould, Thiéblemont-Farémont, Valmy, Vanault-les-Dames, Villers-en-Argonne et Ville-sur-Tourbe.

### Postes et télécommunications
La commune dispose d'une agence postale communale, située rue Bénard. Quatre boîtes aux lettres de La Poste se trouvent également sur le territoire de la commune : place Charles De Gaulle, rue Bénard, rue d'Andernay et voie des Sarrazins.

### Justice, sécurité et secours
Du point de vue judiciaire, Sermaize-les-Bains relève du conseil de prud'hommes, du tribunal de commerce, du tribunal judiciaire, du tribunal paritaire des baux ruraux et du tribunal pour enfants de Châlons-en-Champagne, dans le ressort de la cour d'appel de Reims. Pour le contentieux administratif, la commune dépend du tribunal administratif de Châlons-en-Champagne et de la cour administrative d'appel de Nancy.
Sermaize-les-Bains est située en secteur Gendarmerie nationale et compte une brigade installée sur son territoire.
En matière d'incendie et de secours, Sermaize-les-Bains accueille un centre d'incendie et de secours, rattaché au Service départemental d'incendie et de secours (SDIS) de la Marne. 

## Démographie
L'évolution du nombre d'habitants est connue à travers les recensements de la population effectués dans la commune depuis 1793. Pour les communes de moins de 10 000 habitants, une enquête de recensement portant sur toute la population est réalisée tous les cinq ans, les populations de référence des années intermédiaires étant quant à elles estimées par interpolation ou extrapolation. Pour la commune, le premier recensement exhaustif entrant dans le cadre du nouveau dispositif a été réalisé en 2004.

En 2022, la commune comptait 1 752 habitants, en évolution de −10,93 % par rapport à 2016 (Marne : −1,19 %, France hors Mayotte : +2,11 %).
| 1793  | 1800  | 1806  | 1821  | 1831  | 1836  | 1841  | 1846  | 1851  |
| ----- | ----- | ----- | ----- | ----- | ----- | ----- | ----- | ----- |
| 1 497 | 1 555 | 1 637 | 1 679 | 1 790 | 1 701 | 1 802 | 1 688 | 2 082 |

| 1856  | 1861  | 1866  | 1872  | 1876  | 1881  | 1886  | 1891  | 1896  |
| ----- | ----- | ----- | ----- | ----- | ----- | ----- | ----- | ----- |
| 1 923 | 1 978 | 2 150 | 2 319 | 2 537 | 2 582 | 2 437 | 2 382 | 2 323 |

| 1901  | 1906  | 1911  | 1921  | 1926  | 1931  | 1936  | 1946  | 1954  |
| ----- | ----- | ----- | ----- | ----- | ----- | ----- | ----- | ----- |
| 2 553 | 2 660 | 2 718 | 2 054 | 2 859 | 2 690 | 2 623 | 2 528 | 2 701 |

| 1962  | 1968  | 1975  | 1982  | 1990  | 1999  | 2004  | 2006  | 2009  |
| ----- | ----- | ----- | ----- | ----- | ----- | ----- | ----- | ----- |
| 2 964 | 2 741 | 2 575 | 2 357 | 2 153 | 2 180 | 2 203 | 2 242 | 2 115 |

| 2014  | 2019  | 2022  | - | - | - | - | - | - |
| ----- | ----- | ----- | - | - | - | - | - | - |
| 1 979 | 1 789 | 1 752 | - | - | - | - | - | - |

## Culture et patrimoine

### Lieux et monuments
- L'église Notre-Dame est ancien prieuré bénédictin fondé en 1094. Elle fut reconstruite au XIIe siècle. Mélange d'architecture romane et gothique, son autel fait de marbres rares (22 variétés) et son Sacré Cœur en marbre de Carrare.
- La gare, qui existe toujours, bien que fermée aux voyageurs date de l'ouverture de la ligne Paris - Strasbourg en 1850. Son bâtiment voyageurs est un bâtiment de type 5 construit dans un style néoclassique avec des ornements en pierre[25]. Il se trouve en bordure de la ville et sa façade, très bien conservée, est encore dans son état d'origine.

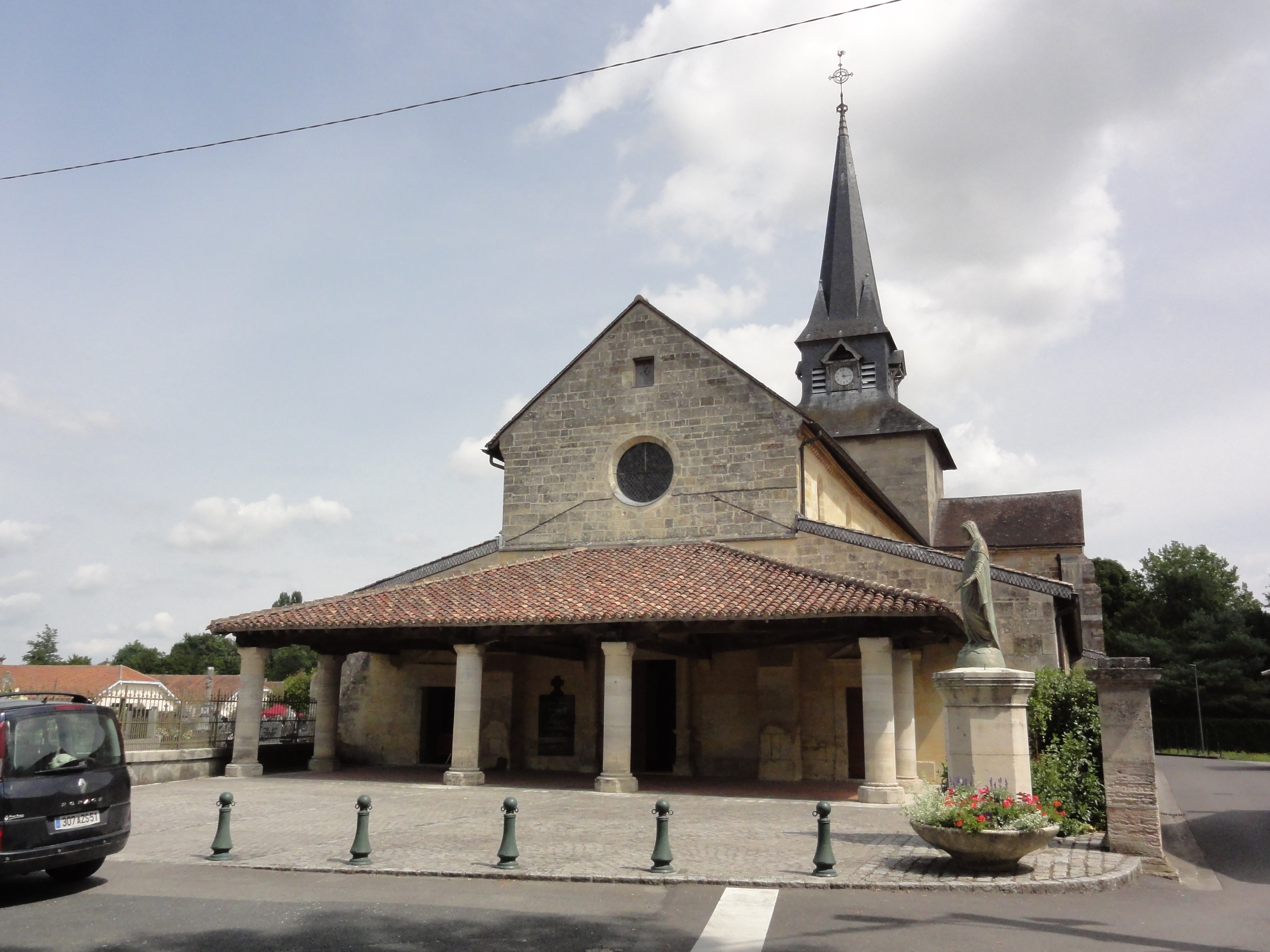
L'église.
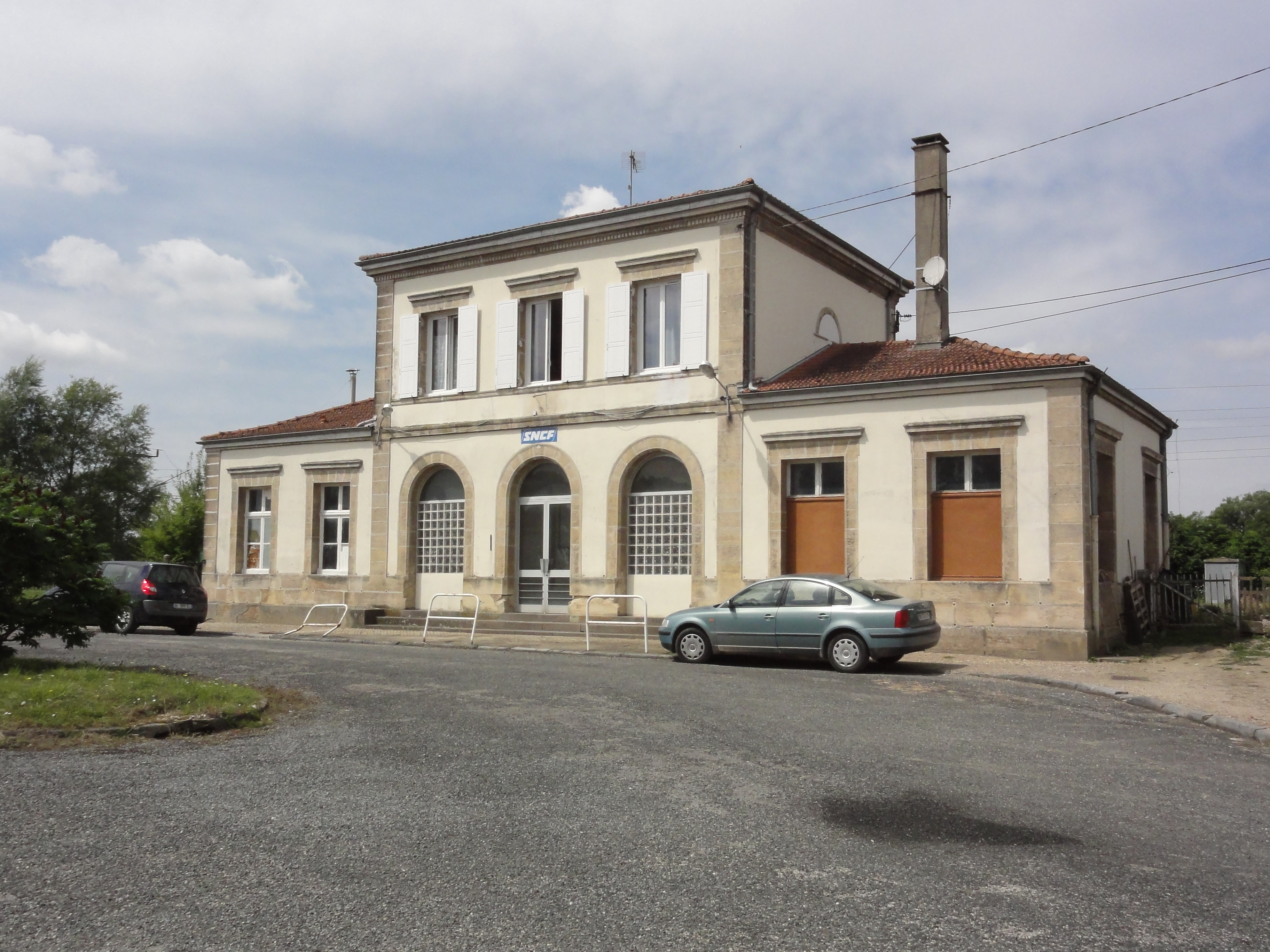
La gare.
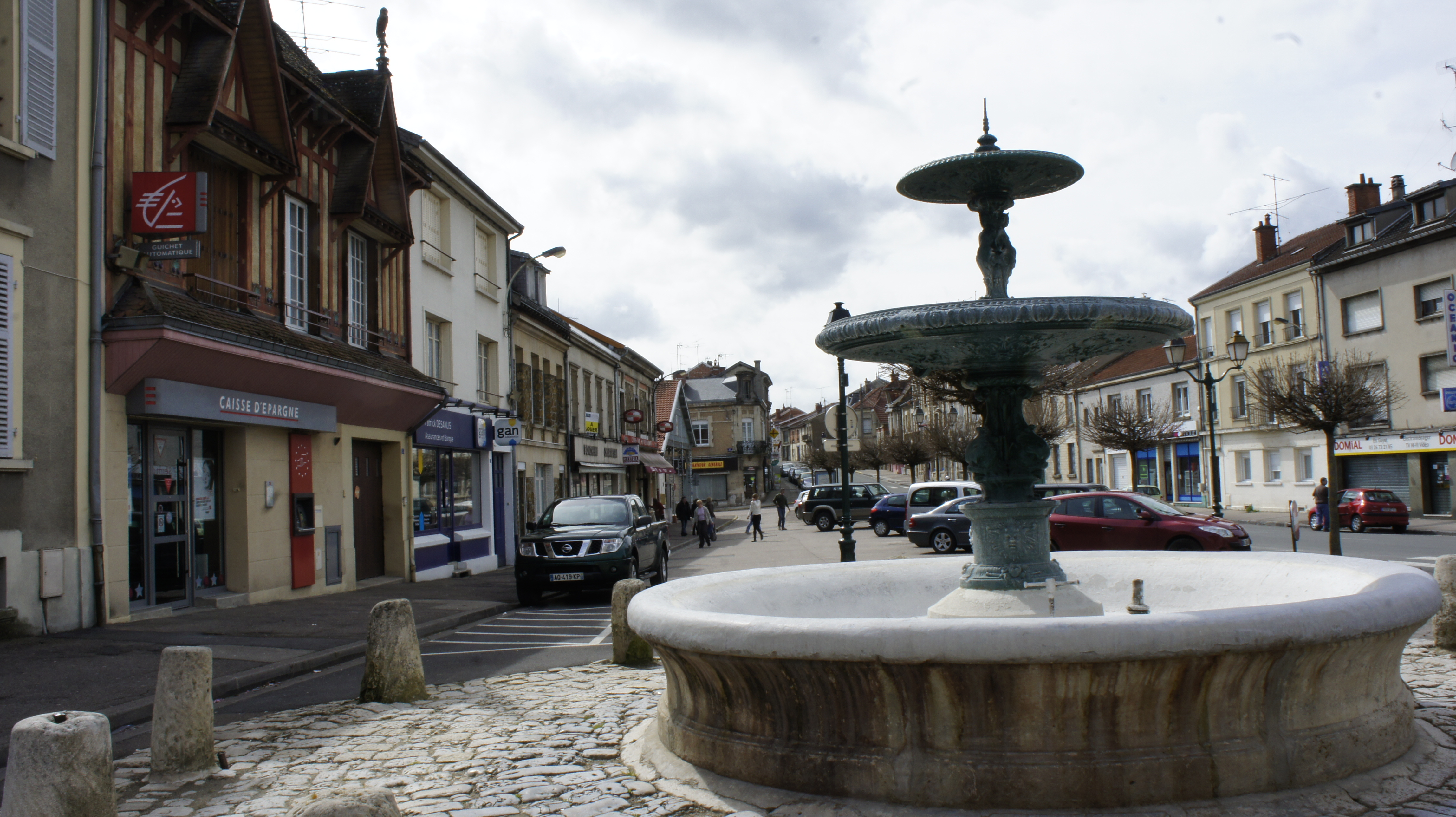
La place de l'hôtel de ville.

### Héraldique
| Armes de Sermaize-les-Bains | Les armes de la commune se blasonnent ainsi : d'azur au phénix d'or sur son immortalité de gueules. |

### Personnalités liées à la commune
- Eugène Gayot
- Raymond Férin, homme politique
- Henry Fritsch (1892-1944), médecin et résistant, tué à Semaize[42]
- Sidonie Baba, comédienne chanteuse et poète
- Henri Vogt (1864-1927), mathématicien français